# Bird of Pray
Bird of Pray (укр. Молитовна пташка) — песня украинской группы Ziferblat, с которой она победила на национальном отборе и  представила Украину на «Евровидении-2025» в Базеле, Швейцария, заняв 9 место в финале конкурса. Песня посвящена теме надежды и тому, что после темных времен наступают светлые. «Bird of Pray» исполнена в стиле дэнс-панка и хиппи 60-70-х годов и является аллюзией на культовую песню «Bird of Prey» («Хищная птица») британской группы Uriah Heep.

## Описание
По словам группы, песня рассказывает историю украинцев, которых разлучила война, что особенно актуально после российского военного вторжения 2022 года. Однако это послание также применимо к любому, кто переживает разлуку со своими близкими.
В композиции лирический герой обращается к своей «пташке» — символу утраченной или любимой души. Песня выражает мольбу и надежду на возвращение и сохранение связи с тем, кто ушёл. Она переполнена темами любви утраты и духовной связи, отражая стремление героя найти свет и смысл, несмотря на разлуку.
Главный образ песни — птица, которая символизирует не только потерю, но и внутреннюю свободу и возрождение. Через призыв «Fly bird» («Лети, пташка») лирический герой просит свою любовь вернуться и жить, разделяя его чувства и неся их дальше. Возвращение домой и встреча с весной становятся метафорами для нового начала и надежды.
Песня сочетает в себе как украинские народные мотивы 60-х годов, так и элементы современного поп-рока.